# Mahide
Mahide település Spanyolországban,  Zamora tartományban. Mahide Villardeciervos, Riofrío de Aliste, San Vicente de la Cabeza, San Vitero, Figueruela de Arriba és Manzanal de Arriba községekkel határos. Lakosainak száma 310 fő (2024).

## Népesség
A település népessége az utóbbi években az alábbiak szerint változott:
| Lakosok száma | 546  | 493  | 446  | 422  | 384  | 360  | 334  | 336  | 310  | 310  |
|               | 2001 | 2004 | 2007 | 2009 | 2012 | 2014 | 2017 | 2019 | 2022 | 2024 |